# Remzşinas Hanımefendi
Remzşinas Hanımefendi (osmanskou turečtinou: رمزشناس خانم) byla sedmá manželka osmanského sultána Murada V.

## Život
Remzşinas se provdala za sultána Murada v 70. letech 19. století, tedy v době, kdy ještě nebyl sultánem. Neměla s ním žádné děti. Murad nastoupil na trůn dne 30. května 1876, když byl sesazen jeho strýc Abdulaziz. V tu dobu získala titul třetí ikbal. Po třech měsících vlády byl Murad sesazen kvůli jeho psychickým problémům a byl uvězněn v paláci Çırağan. Remzşinas se rozhodla svého manžela doprovázet. 
Ovdověla v roce 1904 a její věznění v paláci tím skončilo. Pobírala vdovský důchod ve výši 1500 kuruşů, za vlády Mehmeda V. však byl zredukován jen na 500 kuruşů. Její nevlastní dcera Hatice Sultan napsala velkovezírovi Mehmet Cavit Beyovi a její důchod byl díky tomu navýšen na 800 kuruşů. 
V březnu roku 1924 byla celá rodina sultána vyhnána do exilu, Remzşinas jako méně významný člen rodiny směla zůstat v Istanbulu. Stejně tak, jako není znám datum jejího narození, není známo, kdy zemřela. 